# Глухівські князі
Князь глухівський (рос. князь глуховский) — титул правителя Глухівського князівства. Назва монарха і князівства походить від його столиці Глухова.

## Список князів глухівських
- Симеон Михайлович (1246 — ?)
- Михайло Симеонович (кінець XIII ст.)
- Семен Михайлович (? — ?)
- Іван Семенович (? — ?)
- Роман Семенович (пом. після 1402): У 1369 році Глухівське князівство перенесло свою столицю в Новосіль[1], і титул припинив своє існування.